# Lleteria de la Torre de Cabdella
La Lleteria de la Torre de Cabdella és una obra de la Torre de Cabdella (Pallars Jussà) inclosa a l'Inventari del Patrimoni Arquitectònic de Catalunya.

## Descripció
Situat a l'entrada del poble, antigament als seus afores. Edifici cobert a dues aigües, amb el carener perpendicular a la façana i teulada de pissarra. Parets de maçoneria d'una planta amb diversos portals i finestres emmarcats amb llindes de totxo d'arc rebaixat.
Sobre el portal principal hi ha un esgrafiat amb una inscripció "Lecheria" i a sota una inscripció: 1920